# Wojciech Seweryn (plastyk)
Wojciech Mieczysław Seweryn (ur. 31 sierpnia 1939 w Tarnowie, zm. 10 kwietnia 2010 w Smoleńsku) – polski plastyk, autor pomnika Katyńskiego w Niles k. Chicago.

## Życiorys

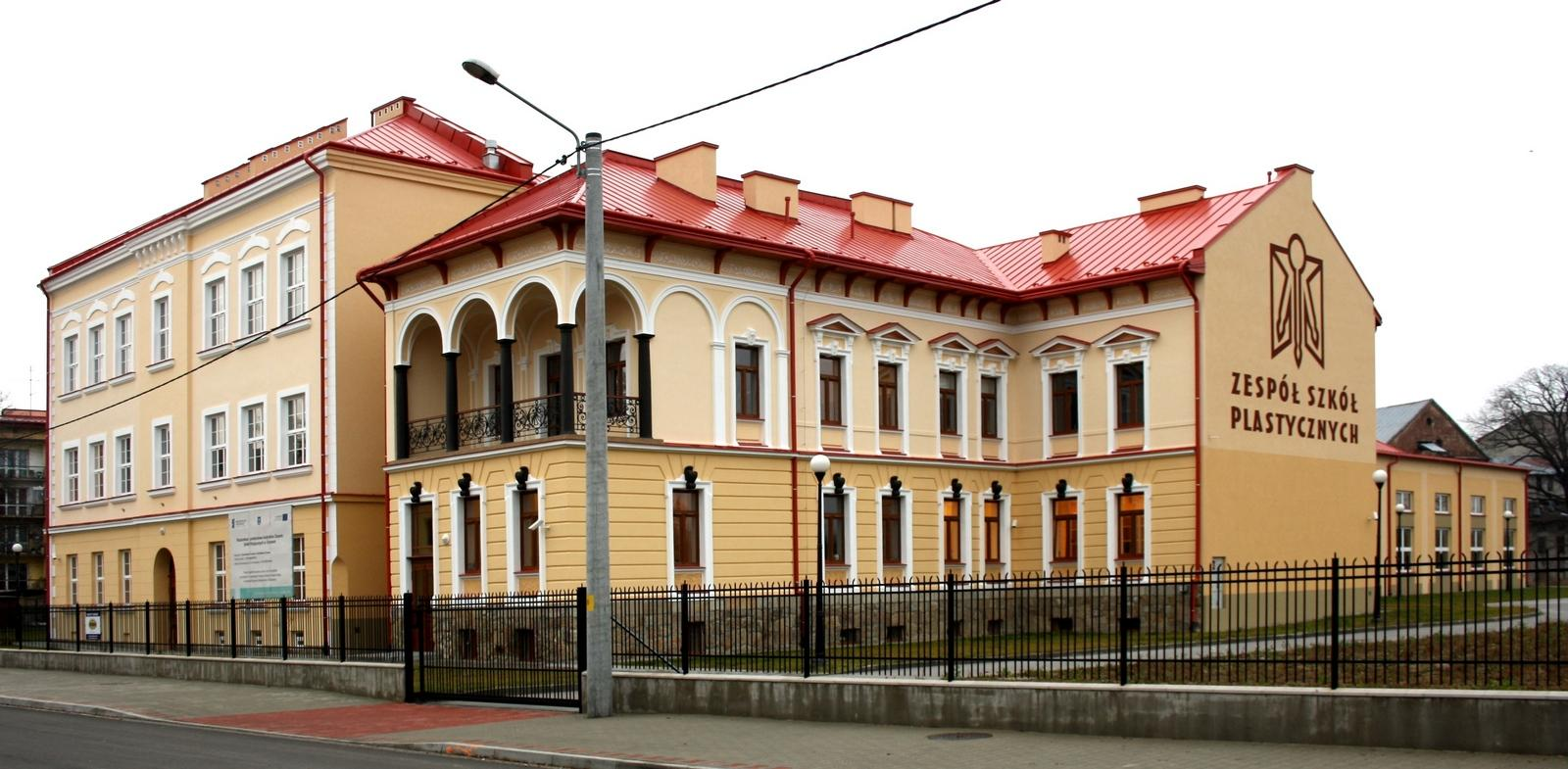
Liceum w Tarnowie

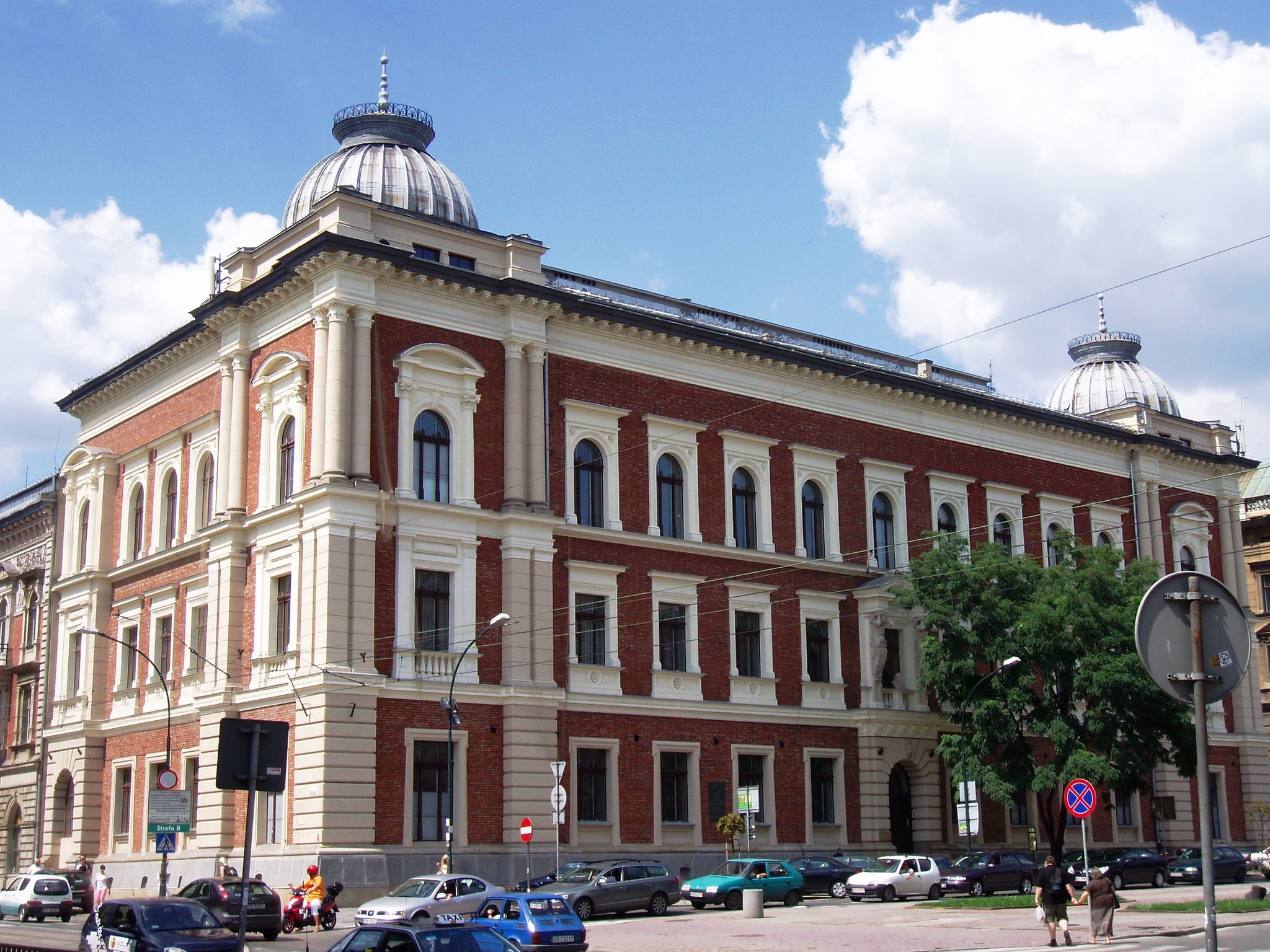
Akademia w Krakowie

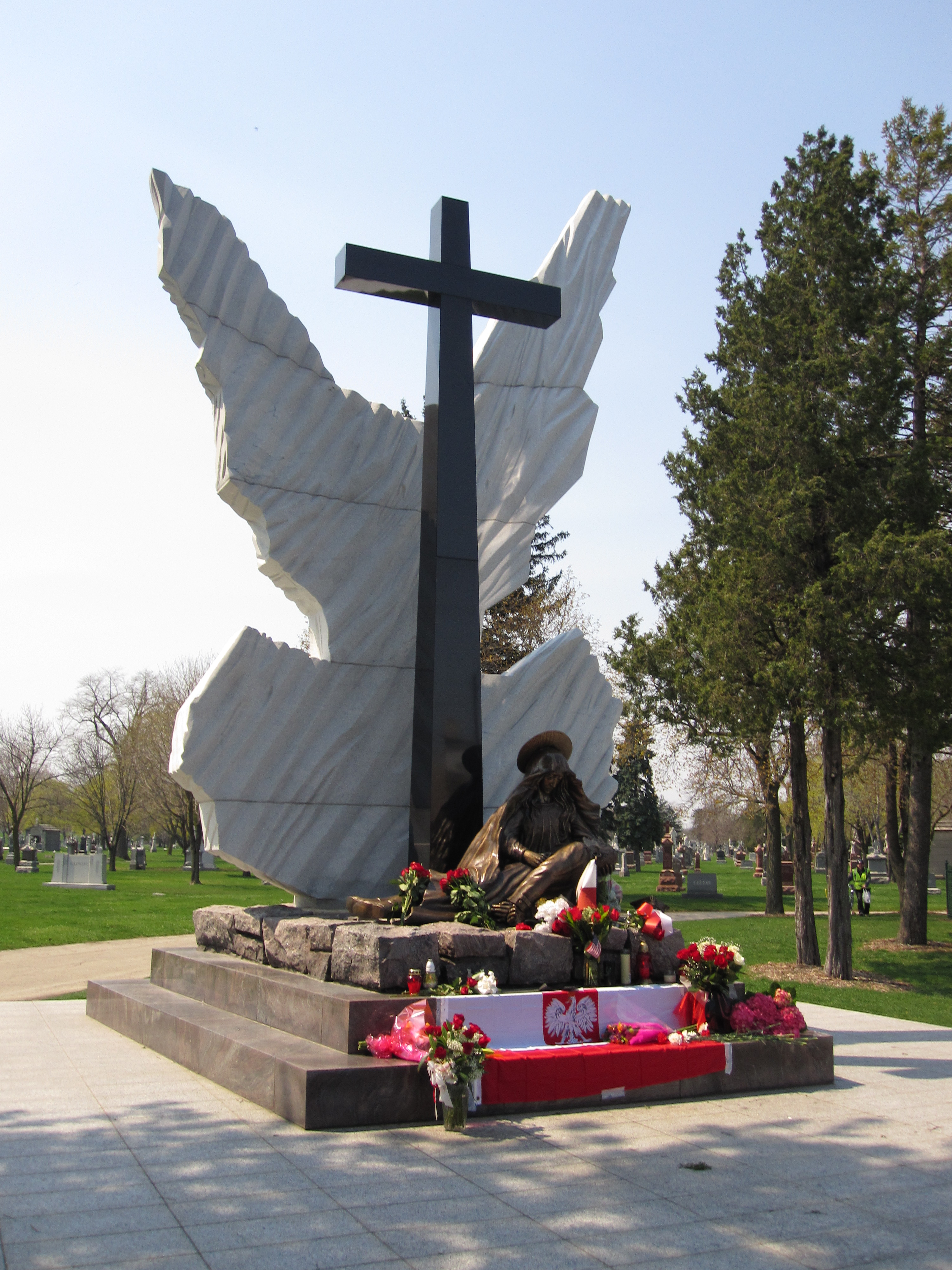
Pomnik Katyński w Niles zaprojektowany przez Wojciecha Seweryna

Wojciech Seweryn ukończył Liceum Sztuk Plastycznych w Tarnowie i studia na krakowskiej ASP. Wyemigrował w latach 80. do Stanów Zjednoczonych, by – jak mówił – zrealizować tam „testament swojego życia” – pomnik poświęcony zbrodni w Katyniu, gdzie zamordowano jego ojca. W maju 2000 powołał w Chicago Komitet Budowy Pomnika Ofiar Katyńskich, którego przewodniczącym został on sam. Zaprojektowany przez Seweryna pomnik, zlokalizowany na cmentarzu świętego Wojciecha w Niles, został odsłonięty 17 maja 2009.
Wojciech Seweryn zginął 10 kwietnia 2010 w katastrofie polskiego samolotu Tu-154M w Smoleńsku w drodze na obchody 70. rocznicy zbrodni katyńskiej. Został pochowany 22 kwietnia 2010 na cmentarzu parafialnym w Żabnie. Na pogrzebie pojawili się m.in. przedstawiciele władz Żabna, Tarnowa oraz konsul generalny Stanów Zjednoczonych w Krakowie Allen Greenberg. Jego ciało zostało ekshumowane 21 marca 2017 w związku z prowadzonym w Prokuraturze Krajowej śledztwem w sprawie katastrofy smoleńskiej.

## Życie prywatne
Jego ojcem był Mieczysław Seweryn – oficer tarnowskiego 16 Pułku Piechoty. Wojciech urodził się dzień przed wybuchem II wojny światowej. Mieczysław widział swojego syna tylko przez godzinę – w dniu jego narodzin, musiał wyjechać do swojej jednostki. We wrześniu 1939 trafił do niewoli radzieckiej, później do obozu w Kozielsku, a w 1940 stał się ofiarą zbrodni katyńskiej.
Wojciech Seweryn był starszym kuzynem urodzonego w Niemczech aktora Andrzeja Seweryna.

## Nagrody, odznaczenia i upamiętnienie
Za wkład w powstanie Pomnika Ofiar Katynia został uhonorowany przez prezydenta Tarnowa „Aniołem Ciepła”.
Postanowieniem Prezydenta RP Lecha Kaczyńskiego z dnia 21 września 2007 „za wybitne zasługi w rozwijaniu polsko-amerykańskiej współpracy” został odznaczony Krzyżem Kawalerskim Orderu Zasługi Rzeczypospolitej Polskiej.
Postanowieniem Prezydenta RP Lecha Kaczyńskiego z dnia 8 maja 2009, „za wybitne zasługi w upamiętnianiu losów narodu polskiego, za działalność społeczną i charytatywną” został odznaczony Krzyżem Oficerskim Orderu Zasługi Rzeczypospolitej Polskiej.
Sześć dni po katastrofie Tu-154 w Smoleńsku – 16 kwietnia 2010 Seweryn został pośmiertnie odznaczony Krzyżem Komandorskim Orderu Odrodzenia Polski.
25 września 2011 przy Pomniku Katyńskim w Niles odbyła się uroczystość nadania odcinkowi ulicy Milwaukee imienia Wojciecha Seweryna (ang. Wojciech M. Seweryn Memorial Road) oraz odsłonięcie tablicy pamiątkowej.